# Hombre
Hombre är en amerikansk westernfilm från 1967 i regi av Martin Ritt, med Paul Newman i huvudrollen.
Filmen baserades på Elmore Leonards roman Han kallades Hombre ... från 1961.

## Handling
John Russell är en vit man som växt upp hos apacherna, när han får reda på att han ärvt ett pensionat bestämmer han sig för att sälja fastigheten och köpa hästar för pengarna. När han avslutat affären lämnar han staden med diligens. Med ombord på diligensen är Russells vän kusken Mendez, Jessie som arbetat på pensionatet, indianagenten Favor och hans fru Audra, ett ungt par och främlingen Grimes. Efter en kort färd stoppas den av fyra banditer anställda av Grimes som kommit för att råna Favor på 12 000 dollar han förskingrat från statliga medel avsedda för apacherna. De tar pengarna och Audra som gisslan, Russell lyckas dock skjuta två av dem och ta tillbaka pengarna.
Russell leder gruppen till en övergiven gruva där de tar skydd. Nästa dag kommer banditerna dit och erbjuder sig att frige Audra i utbyte mot pengarna. Russell vägrar då Audra och hennes man lät apacherna svälta medan de stal deras pengar. Jessie försöker ta pengarna till Grimes men Russell går i hennes ställe. Skottlossning bryter ut och alla banditerna dödas men även Russell dör för att rädda sina följeslagares liv.

## Medverkande
| Paul Newman      | – John Russell     |
| Fredric March    | – Alexander Favor  |
| Richard Boone    | – Grimes           |
| Diane Cilento    | – Jessie           |
| Cameron Mitchell | – Braden           |
| Barbara Rush     | – Audra Favor      |
| Peter Lazer      | – Bill Lee Blake   |
| Margaret Blye    | – Doris Lee Blake  |
| Martin Balsam    | – Mendez           |
| Skip Ward        | – Steve Early      |
| Frank Silvera    | – mexikansk bandit |
| David Canary     | – Lamar Dean       |
| Val Avery        | – Delgado          |
| Larry Ward       | – soldaten         |